# Pelayo Suárez
Pelayo Suárez López (Gijón, 9 de julio de 1998), más conocido como Pelayo Suárez, es un futbolista español que juega de defensa en el Pontevedra C. F. de la Segunda Federación. 

## Trayectoria
Criado en Mareo, fue ascendiendo en la cantera rojiblanca hasta que comenzó su carrera como sénior en el Real Sporting de Gijón "B", equipo con el que debutó el 20 de diciembre de 2014, en un partido de la Segunda División B frente al S. D. Compostela.
El 11 de octubre de 2020 hizo su debut como profesional con el primer equipo del Sporting, en la derrota de su equipo en el derbi asturiano frente al Real Oviedo, en un partido de la Segunda División.
El 30 de agosto de 2021 el conjunto gijonés lo cedió a la S. D. Logroñés durante una temporada. Disputó 27 partidos en la Primera División RFEF y ya no se incorporó al Real Sporting, que lo dejó salir libre. Esto hizo que continuara su carrera en el C. E. Sabadell F. C. Estuvo hasta el mes de enero, momento en el que rescindió su contrato después de haber jugado once encuentros en la primera mitad de la campaña y se marchó al C. F. Rayo Majadahonda. En este equipo permaneció hasta la temporada 2023-24 y empezó la siguiente como agente libre, situación en la que estuvo hasta firmar por el Pontevedra C. F. a finales de octubre.

## Clubes
| Club                       | País   | Año       |
| -------------------------- | ------ | --------- |
| Real Sporting de Gijón "B" | España | 2014-2021 |
| Real Sporting de Gijón     | España | 2021-2022 |
| S. D. Logroñés (cedido)    | España | 2021-2022 |
| C. E. Sabadell F. C.       | España | 2022-2023 |
| C. F. Rayo Majadahonda     | España | 2023-2024 |
| Pontevedra C. F.           | España | 2024-     |